# Margrethe Kähler (læge)
Margrethe Kähler (født Bache 21. august 1901 i København - februar 1943[kilde mangler]) var en dansk læge og tennisspiller medlem af B.93.
Kähler vandt fem danske mesterskaber i tennis tre damesingle og i to damedouble.

## Danskemesterskaber

### Indendørs
- 1922 - damesingle
- 1922 - damedouble- med Tove Morville

### Udendørs
- 1921 - damesingle
- 1922 - damesingle
- 1922 - damedouble- med Elsebeth Brehm